# Port Coquitlam (Columbia Británica)
Port Coquitlam es una ciudad canadiense del área metropolitana de Vancouver (Columbia Británica). Su extensión es de 28.79 km², y su población es de 51 255 habitantes, según el censo de 2001).
Forma parte del Distrito Regional del Gran Vancouver.

## Vecinos famosos
- Robert William Pickton (1949-), asesino en serie.
- Terry Fox (1958-1981), deportista y activista que falleció de cáncer a los 22 años.
- Amanda Michelle Todd (1996-2012), estudiante conocida por un caso de ciberacoso que la llevó a suicidarse, a los 15 años.

- Datos: Q643326
- Multimedia: Port Coquitlam / Q643326